# Helmut Arntzen
Helmut Arntzen (* 10. Januar 1931 in Duisburg; † 26. November 2014 in Senden (Westfalen)) war ein deutscher Literaturwissenschaftler, Essayist, Aphoristiker und Fabelautor.

## Leben
Arntzen studierte Germanistik, Geschichte, Philosophie und Kunstgeschichte an den Universitäten Heidelberg, Freiburg und Köln. Im Jahr 1957 wurde Arntzen an der Universität zu Köln promoviert. Ein Jahr später legte er das Examen als Diplom-Bibliothekar in Köln ab.
Er folgte seinem Lehrer Wilhelm Emrich als Wissenschaftlicher Assistent und Lehrbeauftragter 1959 an die Freie Universität Berlin. Zeitweise war Arntzen Vertreter einer Professur an der Kirchlichen Hochschule Berlin und Lehrbeauftragter für Universitätskurse an der Freien Universität Berlin. 1966/67 erhielt er ein Habilitationsstipendium der DFG. 1967 erfolgte die Habilitation. Anschließend wurde Arntzen (beamt.) Privatdozent an der FU Berlin. 1967 war er Lehrstuhlvertreter an der Westfälischen Wilhelms-Universität Münster. Von 1968 bis zu seiner Emeritierung am 29. Februar 1996 war Arntzen dort ordentlicher Professor für neue deutsche Literatur und Direktor des Germanistischen Instituts.
Arntzen hatte Gastprofessuren an der Ain-Shams-Universität Kairo (1982), als Max-Kade-Distinguished-Professor an der University of Kansas, Lawrence (1987), an der Al-Azhar-Univ. Kairo mit Ferienkurs in Alexandria (1990), an der Hebrew University Jerusalem (1994/95) inne.
Er unternahm Vortragsreisen durch Portugal, Österreich, USA, Italien und hielt zahlreiche Einzelvorträge im In- und Ausland.
Neben Ämtern in der akademischen Selbstverwaltung (Dekan, Senat, Konvent) war Arntzen auch Mitglied der Studienreformkommission für Sprach- und Literaturwissenschaften des Landes Nordrhein-Westfalen.
Er erhielt die Musil-Medaille der Stadt Klagenfurt, wurde 1971 zum Mitglied des PEN gewählt und erhielt das Forschungsstipendium der VW-Stiftung. Außerdem war Arntzen Wissenschaftlicher Leiter von Ferienkursen an der Universität Münster und Wissenschaftlicher Beirat der Germanistischen Studien Kairo.

## Schriften
- Satirischer Stil. Zur Satire Robert Musils im "Mann ohne Eigenschaften". Bonn 1960. 3. Aufl. 1983.
- Der moderne deutsche Roman. Voraussetzungen, Strukturen, Gehalte. Heidelberg 1962.
- Gegen-Zeitung. Deutsche Satire des 20. Jahrhunderts. Hrsg. v. H.A. Heidelberg 1964.
- Kurzer Prozess. Aphorismen und Fabeln. München 1966.
- Die ernste Komödie. Das deutsche Lustspiel von Lessing bis Kleist. München 1968.
- Literatur im Zeitalter der Information. Aufsätze, Essays, Glossen. Frankfurt/M. 1971.
- Karl Kraus und die Presse. München 1975.
- "Der Spiegel" 28 (1972). Analyse, Interpretation, Kritik. Hrsg.v. H.A. u. Winfried Nolting.München 1977.
- Musil-Kommentar sämtlicher zu Lebzeiten erschienener Schriften außer dem Roman "Der Mann ohne Eigenschaften". München 1980.
- Musil-Kommentar zu dem Roman "Der Mann ohne Eigenschaften". München 1982.
- Zur Sprache kommen. Studien zur Literatur- und Sprachreflexion, zur deutschen Literatur und zum Sprachgebrauch. Münster 1983.
- Der Literaturbegriff. Geschichte, Komplementärbegriffe, Intention. Eine Einführung. Münster 1984.
- Ernst Meister. Hommage, Überlegungen zum Werk, Texte aus dem Nachlass.Hrsg. von H.A. und J.P.Wallmann. Münster 1985. 2. Aufl. 1987.
- Komödiensprache. Beiträge zum deutschen Lustspiel zwischen dem 17. und dem 20. Jahrhundert. Mit einem Anhang zur Literaturdidaktik der Komödie.Hrsg.v. H.A.Münster 1988.
- Satire in der deutschen Literatur. Geschichte und Theorie. Band 1: Vom 12. bis zum 17. Jahrhundert. Darmstadt 1989.
- Metapherngebrauch. Linguistische und hermeneutische Analysen literarischer und diskursiver Texte. Hrsg. v. H.A. und F.Hundsnurscher. Münster etc. 1993.
- Ursprung der Gegenwart. Zur Bewusstseinsgeschichte der Dreißiger Jahre in Deutschland. Mit Beiträgen von Th.Althaus, E.Czucka, W.Golisch, E.Krückeberg, B.Spinnen u. G.Th.Tewilt. Weinheim 1995.
- Unsinn und Sinn der Germanistik. Weinheim 1996.
- Deutschland, ein Winter - . Erfahrungen und Reflexionen aus einer beschädigten Gegend. Münster etc. 2000.
- Streit der Fakultäten. Neue Aphorismen und Fabeln. Münster 2000.
- Literatur als Sprache. Aufsätze und Essays.Hrsg. von Robert M. Solis. Lublin 2007.
- Sprache, Literatur und Literaturwissenschaft, Medien. Beiträge zum Sprachdenken und zur Sprachkritik. Frankfurt/M., Berlin, Bern etc. 2009.
- Karl Kraus. Beiträge 1980 - 2010. Frankfurt/M., Berlin, Bern etc. 2011.

### Beiträge in Zeitschriften
- Sprachkritik und Sprache in der Wissenschaft, in: Sprache im technischen Zeitalter, Nr. 5 (1963), Seite 387–400.

Insgesamt verfasste er über 130 Aufsätze, Artikel und Essays v. a. zum Sprachdenken, zur Literaturtheorie, Sprach- und Medienkritik, zur Satire, Komödie, zu Robert Musil, Karl Kraus, Lichtenberg, Kleist, Sternheim, Horváth, Ernst Meister, Kempowski.
Herausgaben v. a. der Reihen "Komedia. Deutsche Lustspiele vom Barock bis zur Gegenwart. Texte und Materialien" (mit Karl Pestalozzi), 17 Bände; "Literatur als Sprache. Literaturtheorie, Interpretation, Sprachkritik", 17 Bände; Online-Zeitschrift "Zur Lage der Nation. Bemerkungen zur Sprache, Literatur, Kultur, Politik und zu den Medien in Deutschland", Nummern 1 - 27 m. Register.
Gründung des Literaturkreises Münster (m.J.P.Wallmann) 1977, der Freitagsgesellschaft an der Univ. Münster (m. R.Tölle) 1991.